# Inoue Hideto
Hideto Inoue (sinh ngày 27 tháng 6 năm 1982) là một cầu thủ bóng đá người Nhật Bản.

## Sự nghiệp câu lạc bộ
Hideto Inoue đã từng chơi cho Ehime FC.